# Segundo tratado romano-cartaginés
Gracias a Polibio, se sabe de la existencia de un segundo tratado romano-cartaginés. En el primer tratado romano-cartaginés, del año 508/507 a. C. se definieron las esferas de intereses de Roma y Cartago, quedando excluidas las intervenciones de Cartago en el Lacio.
El segundo tratado data del año 348 a. C. y es un calco del primero, con la inclusión de algunas nuevas ciudades. Por parte cartaginesa, se añadieron a la lista Tiro y Útica. Los principales puntos eran los siguientes:
1. Los romanos no pueden comerciar ni construir en la costa norteafricana, ni en Cerdeña. Solo se les perme repostar en caso de fuerza mayor, con una estancia limitada como máximo a cinco días, en caso de tempestad.
2. Romanos y cartagineses se obligan a respetar a los ciudadanos aliados de la parte contraria.
3. Los ciudadanos romanos serán tratados igual que los cartagineses en Cartago y en la parte cartaginesa de Sicilia. Los ciudadanos cartagineses serán tratados igual que los romanos en Roma.
4. Los cartagineses pueden atacar ciudades independientes del Lacio para ganar prisioneros y botín, pero si conquistan la ciudad, la deben entregar a Roma.